# Гриндау
Гриндау (њем. Gründau) општина је у њемачкој савезној држави Хесен. Једно је од 28 општинских средишта округа Мајн-Кинциг. Према процјени из 2010. у општини је живјело 14.704 становника. Посједује регионалну шифру (AGS) 6435012.

## Географски и демографски подаци
Гриндау се налази у савезној држави Хесен у округу Мајн-Кинциг. Општина се налази на надморској висини од 135 метара. Површина општине износи 67,6 km². У самом мјесту је, према процјени из 2010. године, живјело 14.704 становника. Просјечна густина становништва износи 217 становника/km².

## Међународна сарадња
| Мјесто | Држава    | Врста сарадње | Од    |
| ------ | --------- | ------------- | ----- |
|        | Француска | партнерство   | 1966. |
| Извор  |           |               |       |